# Olympische Jugend-Sommerspiele 2018/Teilnehmer (Ägypten)
| Gelbes Symbol für Goldmedaillen mit stilisierten Olympischen Ringen | Graues Symbol für Silbermedaillen mit stilisierten Olympischen Ringen | Braundes Symbol für Bronzemedaillen mit stilisierten Olympischen Ringen |
| ------------------------------------------------------------------- | --------------------------------------------------------------------- | ----------------------------------------------------------------------- |
| 3                                                                   | 2                                                                     | 7                                                                       |

Die Jugend-Olympiamannschaft aus Ägypten für die III. Olympischen Jugend-Sommerspiele vom 6. bis 18. Oktober 2018 in Buenos Aires (Argentinien) bestand aus 68 Athleten.

## Athleten nach Sportarten

### Badminton
Jungen
- Mohamed Mostafa Kamel
Einzel: 25. Platz
Mixed: Bronze  (im Team Theta)

### Basketball
Mädchen
- 3x3: 18. Platz
- Enas Tawheed
Shoot-out: 24. Platz
- Nouran Khaled Abdelrafea Ibrahim
Shoot-out: 16. Platz
- Jana Haytham Mohamed
- Hana Nabil Mohamed Bekhit

### Beachvolleyball
Mädchen
- Nada Hamdy Samir
- Nariman Yasser
25. Platz

### Bogenschießen
| Mädchen - Nada Amr Said Azzam Einzel: 17. Platz Mixed: 9. Platz (mit Matthias Potrafke Deutschland) | Jungen - Youssof Tolba Einzel: 9. Platz Mixed: 17. Platz (mit Laura Paeglis Australien) |

### Boxen
Jungen
- Marwan Mamdouh Mohamed Madboly
Leichtgewicht: 4. Platz
- Youssef Ali Moussa
Halbschwergewicht: 4. Platz
- Ahmed Elsawy Awad Elbaz
Superschwergewicht: Bronze

### Fechten
| Mädchen - Noha Hany Florett Einzel: 8. Platz Mixed: 8. Platz (im Team Afrika) - Mariam Amer Degen Einzel: 13. Platz | Jungen - Loaay Marouf Florett Einzel: 13. Platz Mixed: 8. Platz (im Team Afrika) - Mohamed El-Sayed Degen Einzel: 4. Platz Mixed: 8. Platz (im Team Afrika) - Mazen El-Araby Säbel Einzel: Bronze Mixed: 8. Platz (im Team Afrika) |

### Futsal
Jungen
- Bronze
- Abdelrahman Algarwany
- Ragab Ramadan Ali Mohamed
- Ahmed Karam Ahmed Yassin
- Moamen Hemdan Abdelraouf Morsy
- Mohamed Ahmed Salman
- Mohamed Talaat Mohamed
- Belal El-Sayed Mahmoud
- Mohamed Ahmed Mahmoud Ali
- Moustafa Abdelmagid Mohamed
- Youssif Mohsen Youssif Hassan

### Gewichtheben
| Mädchen - Neama Said Mittelgewicht: Silber | Jungen - Abdalla Galal Mostafa Mittelgewicht: Bronze |

### Judo
| Mädchen - Alaa Mousaad Mohamed Klasse bis 78 kg: 7. Platz Mixed: 5. Platz (im Team Nanjing) | Jungen - Ahmed Mohamed Fahmy Klasse bis 81 kg: 9. Platz Mixed: 9. Platz (im Team Singapur) |

### Karate
Mädchen
- Yasmin Nasr El-Gewily
Kumite bis 53 kg: Gold

### Leichtathletik
| Mädchen - Rana Khaled Mahmoud Diskuswurf: 12. Platz - Rawan Barakat Hammerwurf: Silber | Jungen - Mohamed Osama Mohamed Kugelstoßen: 10. Platz - Mohamed Tarek Ismail Mahmoud Hammerwurf: 12. Platz |

### Moderner Fünfkampf
| Mädchen - Salma Abdelmaksoud Einzel: Gold Mixed: Silber (mit Franco Serrano Argentinien) | Jungen - Ahmed El-Gendy Einzel: Gold Mixed: Gold (mit Gu Yewen Volksrepublik China) |

### Radsport
Mädchen
- Salma Salah Eldin
- Sohaila Youssuf
Straßenrennen Kombination: 18. Platz

### Reiten
- Ahmed Elnaggar
Springen Einzel: 14. Platz
Springen Mannschaft: Bronze  (im Team Afrika)

### Ringen
| Mädchen - Sara Gouda Mahmoud Freistil bis 43 kg: 7. Platz - Hala Wael Ahmed Freistil bis 57 kg: 7. Platz | Jungen - Abdalla Mohamed Shaaban Griechisch-römisch bis 45 kg: 5. Platz - Shady Elkhalil Wehib Griechisch-römisch bis 92 kg: 4. Platz - Fathi Tarek Ismail Freistil bis 65 kg: 5. Platz - Ahmed Mahmoud Khalil Freistil bis 110 kg: Bronze |

### Rudern
| Mädchen - Dareen Mahmoud Einer: 17. Platz | Jungen - Mostafa Ahmed Mohamed - Omar Hamdy Ibrahim Zweier: 10. Platz |

### Schießen
| Mädchen - Farida Darwish Luftgewehr 10 m: 16. Platz Mixed: 10. Platz (mit Alex Hoberg Australien) | Jungen - Omar Abdelfatah Luftpistole 10 m: 17. Platz Mixed: 13. Platz (mit Kanyakorn Hirunphoem Thailand) |

### Schwimmen
| Mädchen - Enjy Mohamed Abouzaid 50 m Freistil: 26. Platz 100 m Freistil: 35. Platz - Sandy Atef 400 m Freistil: 24. Platz 800 m Freistil: 19. Platz | Jungen - Abdelrahman Sameh 50 m Freistil: Bronze 50 m Schmetterling: 6. Platz - Mohamed Ahmed Mohamed 100 m Schmetterling: 34. Platz 200 m Schmetterling: 26. Platz |

### Segeln
| Mädchen - Salma Wael Ibrahim Windsurfen: 23. Platz | Jungen - Moamen Maarouf Rabia Sowilam Windsurfen: 22. Platz |

### Taekwondo
| Mädchen - Maya Magdy Mahmoud Badawy Klasse bis 55 kg: 5. Platz | Jungen - Eyad Adel Mahmoud Klasse bis 73 kg: Bronze - Abdelrahman Mohamed Khalaf Klasse über 73 kg: 5. Platz |

### Tischtennis
| Mädchen - Marwa Alhodaby Einzel: 25. Platz Mixed: 17. Platz | Jungen - Youssef Abdel-Aziz Einzel: 9. Platz Mixed: 17. Platz |

### Triathlon
| Mädchen - Maram Yasser Mohamed Einzel: DNF Mixed: 14. Platz (im Team Welt 1) | Jungen - Mohamed Tarek Einzel: 27. Platz Mixed: 14. Platz (im Team Welt 1) |

### Turnen

#### Gymnastik
| Mädchen - Zeina Ibrahim Sharaf Einzelmehrkampf: 18. Platz Boden: 19. Platz Pferd: 17. Platz Stufenbarren: 22. Platz Schwebebalken: 20. Platz Mixed: Silber (im Team Grün) | Jungen - Mohamed Afify Einzelmehrkampf: 26. Platz Boden: 32. Platz Pferd: 20. Platz Barren: 31. Platz Reck: 19. Platz Ringe: 18. Platz Seitpferd: 19. Platz Mixed: Bronze (im Team Schwarz) |

#### Rhythmische Sportgymnastik
Mädchen
- Tia Sobhy
Einzel: 33. Platz
Mixed: 11. Platz (im Team Hellblau)